# Сяка (Селетручел, Вилча)
Сяка (рум. Seaca) — село у повіті Вилча в Румунії. Входить до складу комуни Селетручел.
Село розташоване на відстані 161 км на північний захід від Бухареста, 18 км на північ від Римніку-Вилчі, 114 км на північний схід від Крайови, 103 км на південний захід від Брашова.

## Населення
За даними перепису населення 2002 року у селі проживали 138 осіб, усі — румуни. Усі жителі села рідною мовою назвали румунську.